# Jaime Pardo Leal
Jaime Pardo Leal (Ubaque, 28 marzo 1941 – La Mesa, 11 ottobre 1987) è stato un politico, avvocato e sindacalista colombiano.

## Biografia
Durante gli studi superiori alla Facoltà di Diritto e Scienze Politiche dell'Università di Colombia fu un attivo dirigente studentesco e della JUCO, l'organizzazione giovanile del Partito Comunista Colombiano.
Fu giudice, magistrato del Tribunale Superiore di Cundinamarca e candidato alla Corte Suprema di Giustizia. Ha fondato l'Associazione Nazionale dei Lavoratori del Settore della Giustizia (ASONAL-Juidicial), una organizzazione sindacale della quale fu il primo presidente.
Viene descritto come "un uomo semplice, onesto, leale, cristallino, irritantemente modesto, molto carismatico e con un ottimismo a prova di tutto".
Come membro del Comitato Centrale del Partito Comunista Colombiano fu propugnatore del movimento politico della Unión Patriótica (U.P.). A causa dell'impossibilità di mantenere la candidatura alla presidenza del paese del Comandante delle FARC-EP Jacobo Arenas per la U.P., per via delle minacce e della mancanza di garanzie per la sicurezza personale di quest'ultimo, il Plenum della Direzione Nazionale della U.P. ha proposto nel 1986 a Jaime Pardo Leal di candidarsi.
Da poco destituito dalla carica di magistrato, per aver diretto uno sciopero di giudici e impiegati del settore, accettò la candidatura, pur consapevole dell'aumento dei rischi per la sua stessa vita.
Alle elezioni, svoltesi nel 1986, Jaime Pardo Leal ottenne il 4,5% dei voti; secondo Iván Cepeda, portavoce del MOVICE (Movimento delle Vittime dei Crimini di Stato), "per la prima volta dal tragico assassinio del leader popolare Jorge Eliécer Gaitán nel 1948, nessun candidato della sinistra aveva mai risvegliato tanto fervore, speranza e fiducia sulla possibilità di arrivare al potere per via elettorale".
Nel corso della campagna elettorale, Pardo Leal ha pubblicamente denunciato la complicità e le alleanze strutturali fra narcotrafficanti e paramilitari colombiani, nonché la strategia volta alla persecuzione e allo sterminio di attivisti, militanti e dirigenti della U.P..
In particolare, il 18 marzo del 1987 Pardo ha denunciato di fronte ai mass media che ufficiali e sottufficiali dell'Esercito e della Polizia colombiana erano implicati in gravi violazioni dei diritti umani commessi contro la U.P.
L'11 ottobre 1987 Pardo è stato assassinato da sicari dal narcotrafficante José Gonzalo Rodríguez Gacha mentre tornava in auto a Bogotá con la famiglia. Dopo il suo omicidio, le vittime della U.P. uccise dal paramilitarismo arrivarono a 500.
Il senatore liberale Luis Carlos Galán, prima di essere ucciso egli stesso il 18 agosto del 1989, in merito a questo omicidio ha dichiarato "se ora hanno ordinato l'assassinio di chi ha cercato delle vie politiche per superare la lotta armata, domani estenderanno la loro mostruosa cospirazione contro le forze politiche ed i settori sociali che si oppongono ai loro fini".